# Matronula godarti
Matronula godarti är en fjärilsart som beskrevs av Amédée Louis Michel Lepeletier och Jean Guillaume Audinet Serville 1828. Matronula godarti ingår i släktet Matronula och familjen vecklare. Inga underarter finns listade i Catalogue of Life.